# Micronema
Micronema – rodzaj ryb z rodziny sumowatych (Siluridae).

## Zasięg występowania
Azja Południowo-Wschodnia.

## Klasyfikacja
Gatunki zaliczane do tego rodzaju:
- Micronema cheveyi
- Micronema hexapterus
- Micronema platypogon

Gatunkiem typowym jest Silurus hexapterus (=M. hexapterus).